# Ибрагимов, Исмаил Али оглы
 Исмаил Али оглы Ибрагимов  (азерб. İsmayıl Əli oğlu İbrahimov; 31 декабря 1915, Ордубад, Эриванская губерния, Российская империя — 16 июля 2016, Баку, Азербайджан) — советский и азербайджанский учёный в области управления и информатики, доктор технических наук, профессор, действительный член НАНА. Лауреат Государственной премии СССР (1983), Герой Социалистического Труда (1986).

## Биография
Родился 31 декабря 1915 года в городе Ордубад. В 1939 году окончил Азербайджанский индустриальный институт по специальности «контрольно-измерительные приборы».
В 1941—1945 годах участвовал в Великой Отечественной войне командиром отдельного батальона связи стрелковой дивизии. Награждён орденом Отечественной войны I степени, двумя орденами Отечественной войны II степени, орденом Красной Звезды, медалью «За отвагу» и др. медалями.
После окончания войны в 1946 году вернулся в Азербайджанский индустриальный институт на кафедру контрольно-измерительных приборов, где прошёл путь от старшего лаборанта (1946—1947), ассистента (1947—1948), старшего преподавателя (1948—1954), доцента, профессора до заведующего кафедрой (1954—1988).
Научно-педагогическая деятельность И. Ибрагимова неразрывно связана с научно-исследовательской и преподавательской работой на кафедре контрольно-измерительных приборов, переименованной впоследствии в кафедру «Автоматизация производственных процессов».
В 1952 году защитил кандидатскую диссертацию по теме «Исследование электронных потенциометров».
С 1960 года — ректор Азербайджанского института нефти и химии имени М. Азизбекова.
В 1964 году ему присвоено ученое звание профессора кафедры «Автоматизация производственных процессов».
В 1968 году защищает докторскую диссертацию, и в том же году избирается членом-корреспондентом АН Азербайджанской ССР по специальности «Автоматизация технологических процессов».
В 1970 году выдвигается на должность первого заместителя Председателя Совета Министров Азербайджанской ССР. В этой должности активно содействовал становлению в республике наукоемких отраслей, таких, как электронная, радио- и приборостроение, созданию новых индустриальных технологий.
С 1978 по 1988 год — вновь ректор Азербайджанского института нефти и химии.
С 1988 года являлся неизменным председателем Азербайджанского Детского Фонда. Также являлся Заместителем председателя Международной Ассоциации Детских Фондов.
В 1980 году избирается действительным членом Академии Наук Азербайджана, являлся председателем координационного Совета по кибернетики НАНА.
В 1983 году удостоен Государственной премии СССР в области науки и техники за работу «Разработка и внедрение управляющих и информационных систем для повышения эффективности производства», а в 1985 году — премии Минвуза СССР.
Избирался членом ЦК КП Азербайджана и его бюро, делегатом съездов Компартии Азербайджана и КПСС. Избирался депутатом Верховного Совета СССР 8-го и 9-го созывов от Степанакертского избирательного округа.

## Научная деятельность
Основные научные достижения:
- Создание методологических основ математического моделирования и оптимального управления технологическими процессами и производствами непрерывного действия.
- Проведение исследований, связанных с разработкой математических моделей, методов оптимального и оперативного управления крупнотоннажным производством этилена в условиях дефицита информации. Был разработан комплекс математических моделей оперативного планирования, оптимального управления нестационарным реакторным комплексом, описывающий функционирование системы в детерминированных и нечетких условиях: нечеткая модель оптимизации нестационарного реакторного комплекса, учитывающая необходимость регенерации управления динамическими режимами нестационарного реактора при нечеткой исходной информации.

## Избранные научные труды
- И. А. Ибрагимов, М. С. Метт, М. Н. Нуриев. Методы и модели планирования нефтеперерабатывающих производств в условиях неполной информации. — Ленинград, 1987. — С. 231.

- И. А. Ибрагимов, М. С. Метт, И. Р. Эфендиев. Методы оптимального управления производственными процессами. — Баку: АзИНХ, 1983. — 80 с.

- И. А. Ибрагимов. Элементы и системы пневмоавтоматики. — 1984. — 544 с. Архивировано 23 ноября 2012 года.

- И. А. Ибрагимов. Приборы автоматического контроля и регулирования химической и нефтеперерабатывающей промышленности. — Баку, 1959.

- И. А. Ибрагимов. Основы теории автоматического регулирования и автоматизации производственных процессов. — Баку, 1972.

- И. А. Ибрагимов, А. М. Аббасов. Первый технический вуз Закавказья (Азербайджанский институт нефти и химии им. М. Азизбекова). — Баку: Азернешр, 1981. — 110 с.

## Награды и премии
- Герой Социалистического Труда (02.01.1986)
- Государственная премия СССР (1983)
- 2 ордена Ленина (17.06.1981; 02.01.1986)
- Орден Октябрьской Революции (25.08.1971)
- Орден Отечественной войны I степени (14.06.1945)
- 2 ордена Отечественной войны II степени (07.11.1943; 11.03.1985)
- 3 ордена Трудового Красного Знамени (15.09.1961; 14.01.1967; 11.03.1976)
- Орден Красной Звезды (13.05.1944)
- Медаль «За отвагу» (12.03.1943)
- Медаль «За оборону Кавказа» (1945)
- Орден Заслуг перед Отечеством (ГДР)
- Орден «Честь» (Азербайджан, 03.11.2015) — по случаю 70-летнего юбилея Национальной Академии Наук Азербайджана, за заслуги в развитии азербайджанской науки[2]
- Персональная пенсия Президента Азербайджанской Республики (10.11.2005)[3]